# Hirky (rejon putywelski)
Hirky (ukr. Гірки) – wieś na Ukrainie, w obwodzie sumskim, w rejonie putywelskim. W 2001 roku liczyła 142 mieszkańców.